# Ibony Mbungu
Ibony Mbungu (1998) è un giocatore di football americano svizzero che milita nel ruolo di runningback negli Helvetic Mercenaries e nella nazionale svizzera.
Nel 2021 ha partecipato al Campionato europeo con la nazionale svizzera.